# بازگشته از مرگ (آلبوم آبیچوآری)
بازگشته از مرگ (به انگلیسی: Back from the Dead)، پنجمین آلبوم گروه دث-متال آمریکایی «آبیچوآری» است. این آلبوم در ۲۲ آوریل ۱۹۹۷ میلادی منتشر شد. بازگشته از مرگ آخرین آلبوم این گروه پیش از جدایی شش ساله‌شان از ۱۹۹۷ تا ۲۰۰۳ میلادی بود.

## فهرست آهنگ‌ها
تمامی قطعات توسط گروه آبیچوآری نوشته و تنظیم شده و در غیر این صورت ذکر شده‌است.
| ترتیب | عنوان                | توسط                                                   | مدت زمان |
| ----- | -------------------- | ------------------------------------------------------ | -------- |
| ۱.    | آسمان‌های تهدید آمیز  |                                                        | ۲:۱۹     |
| ۲.    | توسط نور             |                                                        | ۲:۵۵     |
| ۳.    | معکوس شده            |                                                        | ۲:۵۳     |
| ۴.    | بیماری افلاطونی      |                                                        | ۴:۰۶     |
| ۵.    | بارگیری (دانلود)     |                                                        | ۲:۴۵     |
| ۶.    | بازپیچی              |                                                        | ۴:۰۳     |
| ۷.    | از ضعیف(ها) تغذیه کن |                                                        | ۴:۱۵     |
| ۸.    | قفل شده              |                                                        | ۴:۱۱     |
| ۹.    | نقطه فشار            |                                                        | ۲:۲۵     |
| ۱۰.   | بازگشته از مرگ       |                                                        | ۵:۱۲     |
| ۱۱.   | بولیچوآری (ریمیکس)   | قطعه ای اضافی و تشویقی با همراهی دیابلو دی و اسکینر تی | ۳:۴۳     |
|       |                      |                                                        | ۳۸:۴۷    |

## دست‌اندرکاران
جان تاردی - خواننده
آلن وست - نوازنده لید گیتار
تروور پرز - نوازنده ریتم گیتار
فرانک واتکینز - بیس نواز
دونالد تاردی - درام زن